# ناحیه پاچانگارا

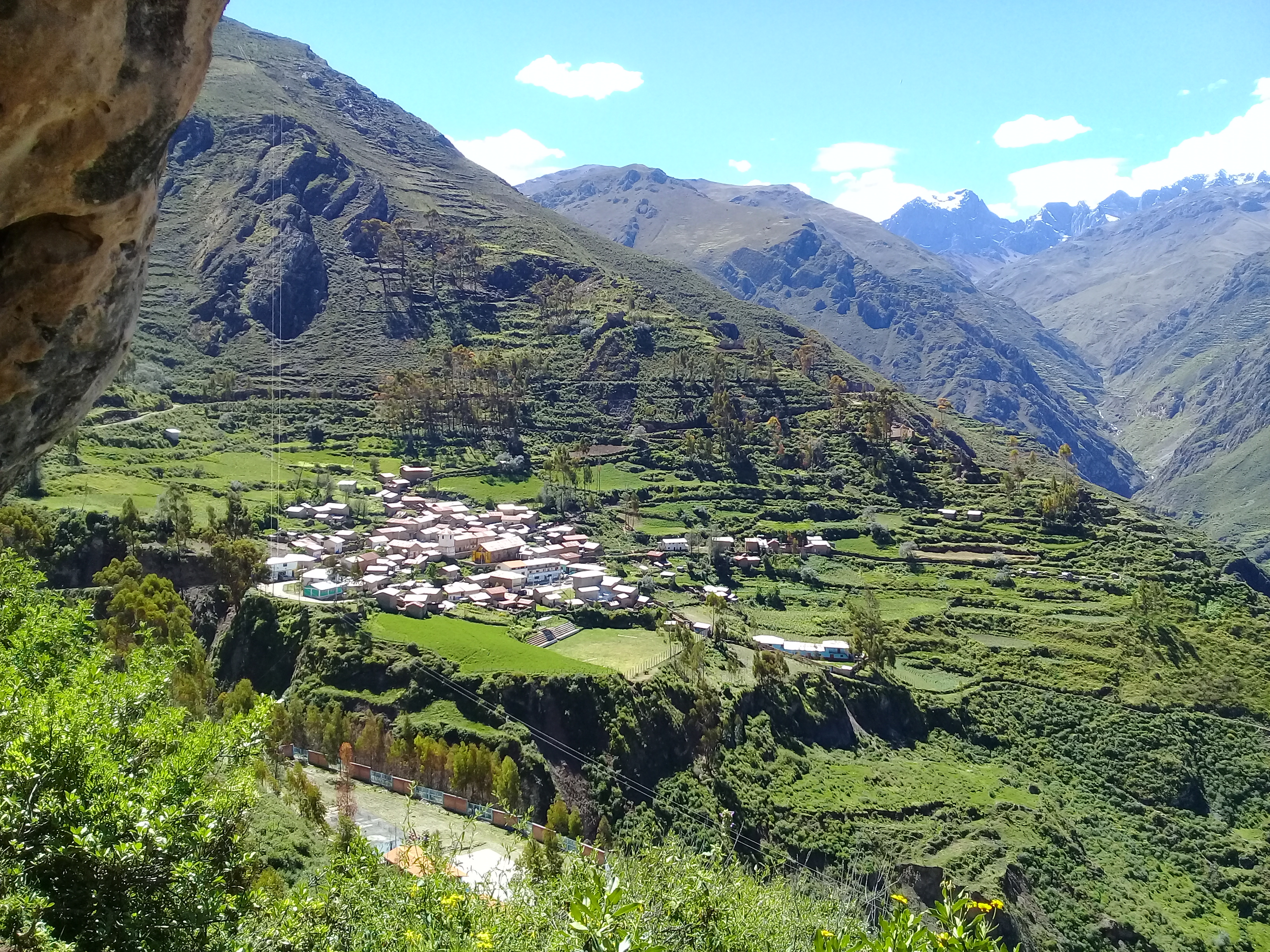
ناحیه پاچانگارا

ناحیه پاچانگارا یکی از شش ناحیه ای است که استان اویون را تشکیل می‌دهد که در بخش لیما در پرو واقع شده‌است. این ناحیه از شمال و شرق با ناحیه اویون و از جنوب با استان هواورا و از غرب با ناحیه اندجس هم‌مرز است. جاذبه اصلی توریستی آن چشمه‌های آب گرم چورین در مرکز این منطقه است. همچنین کلیسای کاتولیک پرو، متعلق به اسقف نشین هوآچو از دیگر جازبه‌های توریستی این منطقه است.